# Срећко Диносаурус
Срећко Диносаурус (енг Lucky the Dinosaur) је око 8 стопа (2,4 м) висока зелена фигура Сегносауруса, у слободном простору са аудио анимацијом која вуче колица прекривена цвећем и коју води „Чендлер руковалац диносаурусима“.

## Историја
Срећко Диносаурус је премијерно приказан у Природњачком музеју у Лос Анђелесу 28. августа 2003. године. Потом је приказиван у Дизнијевом калифорнијском авантуристичком парку. Редовно се појављивао у Диноленду САД у делу Дизнијевог животињског царства у Волт-Дизнијевом свету од јуна 2005. до августа 2005. Затим је пресељен у Хонг Конг за славље поводом отварања парка у септембру 2005. године.
Од августа 2015. године Срећко Диносаурус се налази у Walt Disney Imagineering-у и посетиоци га могу видети Backstage Magic Tour from Adventures By Disney.

## Значај
Срећко Диносаурус је значајан по томе што је био прва слободна аудио-аниматроничка фигура коју су икада креирали Дизнијеви конструктори. Колица за цвеће које вуче скривају рачунар и извор напајања.. Способан је да се креће, вокализира и одговара гостима.